# ЛитератуРРентген
ЛитератуРРентген — российская премия в области поэзии, присуждавшаяся в 2005—2011 гг., и связанный с нею поэтический фестиваль, проходивший в Екатеринбурге с 2002 по 2011 гг. Организаторами премии и фестиваля выступали поэты Елена Сунцова и Василий Чепелев.
Премия включала две номинации. В основной номинации награждался молодой (не старше 25 лет) поэт, живущий за пределами Москвы и Санкт-Петербурга, её материальное содержание составляло 3333 доллара США. В последний год работы премии ограничение на место проживания претендентов на премию было отменено (в связи с тем, что основной конкурент «ЛитератуРРентгена», премия «Дебют», изменила правила и повысила возрастной порог с 25 до 35 лет). В дополнительной номинации «Фиксаж» премия вручалась за вклад в развитие российской поэзии за пределами обеих столиц.
Длинный список претендентов на основную номинацию премии составлялся по предложениям нескольких десятков экспертов (редакторов, издателей, критиков), выдвигавших каждый своего кандидата. Затем эти же номинаторы голосовали по всем кандидатурам, и десять авторов, набравших большинство голосов, составляли короткий список. Из авторов короткого списка голосованием выбирал лучших другой состав экспертов, включавший также заметных поэтов, критиков, филологов; победитель этого голосования становился лауреатом и вместе с обладателями второго и третьего результатов приглашался в Екатеринбург для участия в одноимённом фестивале. Среди специалистов, в разные годы участвовавших в выборе лауреата премии «ЛитератуРРентген», были, в частности, Бахыт Кенжеев, Виталий Кальпиди, Александр Кабанов, Александр Иличевский, Юрий Орлицкий, Илья Кукулин, Данила Давыдов. Метод отбора, использовавшийся премией, был оценен как наиболее продуктивный для работы с молодыми авторами и взят на вооружение появившейся позднее Премией Аркадия Драгомощенко.
По итогам семилетней работы премии была выпущена одноимённая антология под редакцией Елены Сунцовой.